# Plymouth (Connecticut)
Pour les articles homonymes, voir Plymouth.
Plymouth est une ville située dans le comté de Litchfield, dans l'État du Connecticut, aux États-Unis. Lors du recensement de 2010, Plymouth avait une population totale de 12 243 habitants.

## Géographie

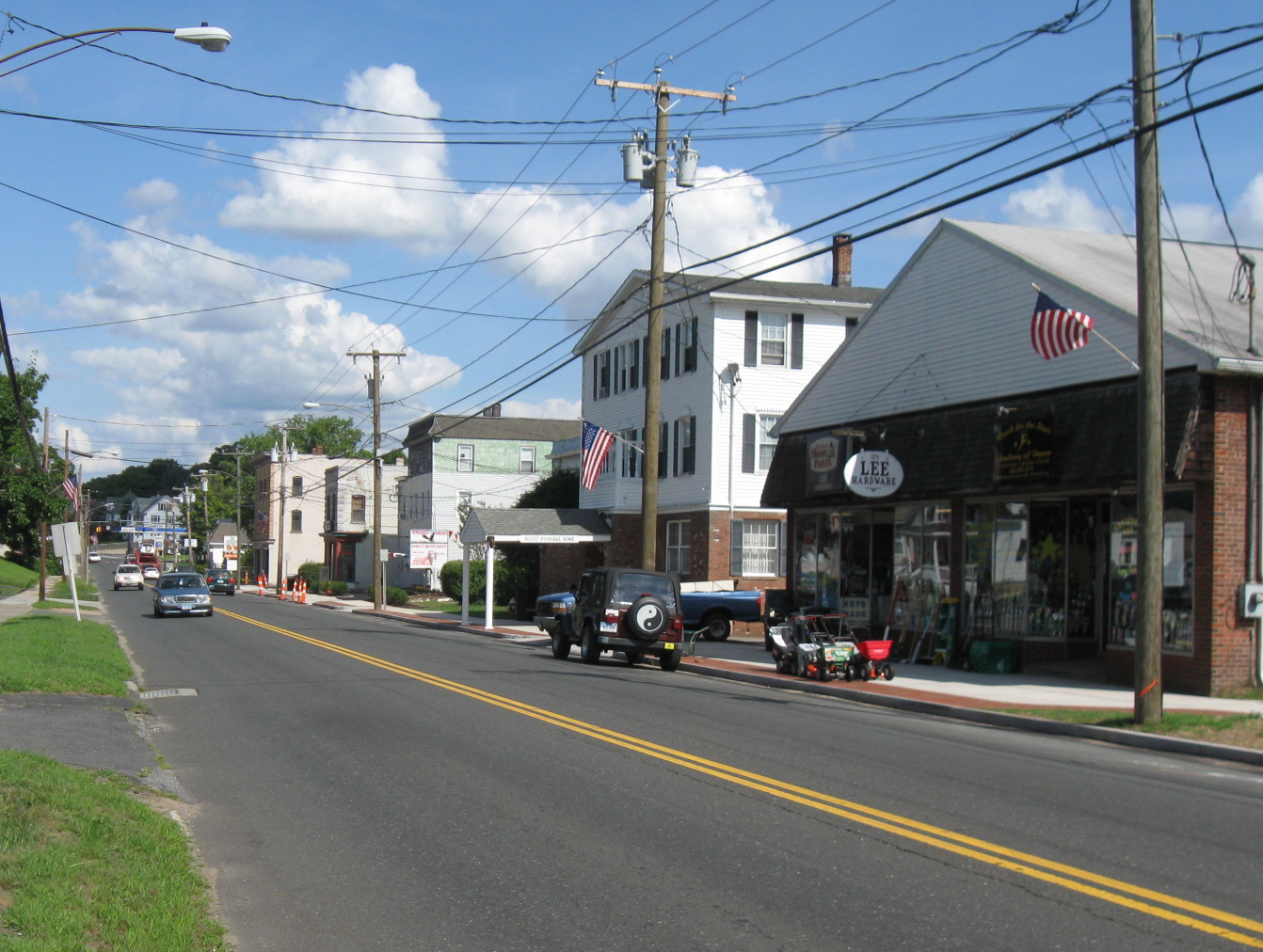
La Main Street de Terryville, un bourg de Plymouth.

Selon le Bureau du recensement des États-Unis, la superficie de la municipalité est de 22,34 milles carrés (57,86 km2), dont 21,89 milles carrés (56,69 km2) de terres et 0,44 milles carrés (1,14 km2) de plans d'eau. La municipalité inclut les villages de Pequabuck et Terryville.

## Histoire
Plymouth devient une municipalité en 1795. Henry Cook, l'un des premiers habitants du lieu, l'a nommé en l'honneur de son arrière-grand-père qui était l'un des Pères pèlerins de la colonie de Plymouth.

## Démographie
D'après le recensement de 2000, il y avait 11 634 habitants, 4 453 ménages, et 3 228 familles dans la ville. La densité de population était de 206,8 hab/km2. Il y avait 4 646 maisons avec une densité de 82,6 maisons/km2. La décomposition ethnique de la population était : 97,34 % blancs ; 0,78 % noirs ; 0,15 % amérindiens ; 0,42 % asiatiques ; 0,01 % natifs des îles du Pacifique ; 0,32 % des autres races ; 0,97 % de deux ou plus races. 1,26 % de la population était hispanique ou Latino de n'importe quelle race.
Il y avait 4 453 ménages, dont 34,2 % avaient des enfants de moins de 18 ans, 58,7 % étaient des couples mariés, 9,7 % avaient une femme qui était parent isolé, et 27,5 % étaient des ménages non-familiaux. 22,8 % des ménages étaient constitués de personnes seules et 9,2 % de personnes seules de 65 ans ou plus. Le ménage moyen comportait 2,60 personnes et la famille moyenne avait 3,06 personnes.
Dans la ville la pyramide des âges était 25,8 % en dessous de 18 ans, 6,5 % de 18 à 24, 31,8 % de 25 à 44, 23,3 % de 45 à 64, et 12,7 % qui avaient 65 ans ou plus. L'âge médian était 38 ans. Pour 100 femmes, il y avait 99,1 hommes. Pour 100 femmes de 18 ans ou plus, il y avait 95,6 hommes.
Le revenu médian par ménage de la ville était 53 750 dollars US, et le revenu médian par famille était $62 610. Les hommes avaient un revenu médian de $41 985 contre $32 359 pour les femmes. Le revenu par habitant de la ville était $23 244. 4,1 % des habitants et 2,7 % des familles vivaient sous le seuil de pauvreté. 2,9 % des personnes de moins de 18 ans et 5,3 % des personnes de plus de 65 ans vivaient sous le seuil de pauvreté.
| 1820  | 1840  | 1850  | 1860  | 1870  | 1880  |
| ----- | ----- | ----- | ----- | ----- | ----- |
| 1 758 | 2 205 | 2 568 | 3 244 | 4 140 | 2 350 |

| 1890  | 1900  | 1910  | 1920  | 1930  | 1940  |
| ----- | ----- | ----- | ----- | ----- | ----- |
| 2 147 | 2 828 | 5 021 | 5 942 | 6 070 | 6 043 |

| 1950  | 1960  | 1970   | 1980   | 1990   | 2000   |
| ----- | ----- | ------ | ------ | ------ | ------ |
| 6 771 | 8 981 | 10 321 | 10 732 | 11 822 | 11 634 |

| 2010   | - | - | - | - | - |
| ------ | - | - | - | - | - |
| 12 243 | - | - | - | - | - |

## Transports
- Waterbury Airport